# 노이에 차이트

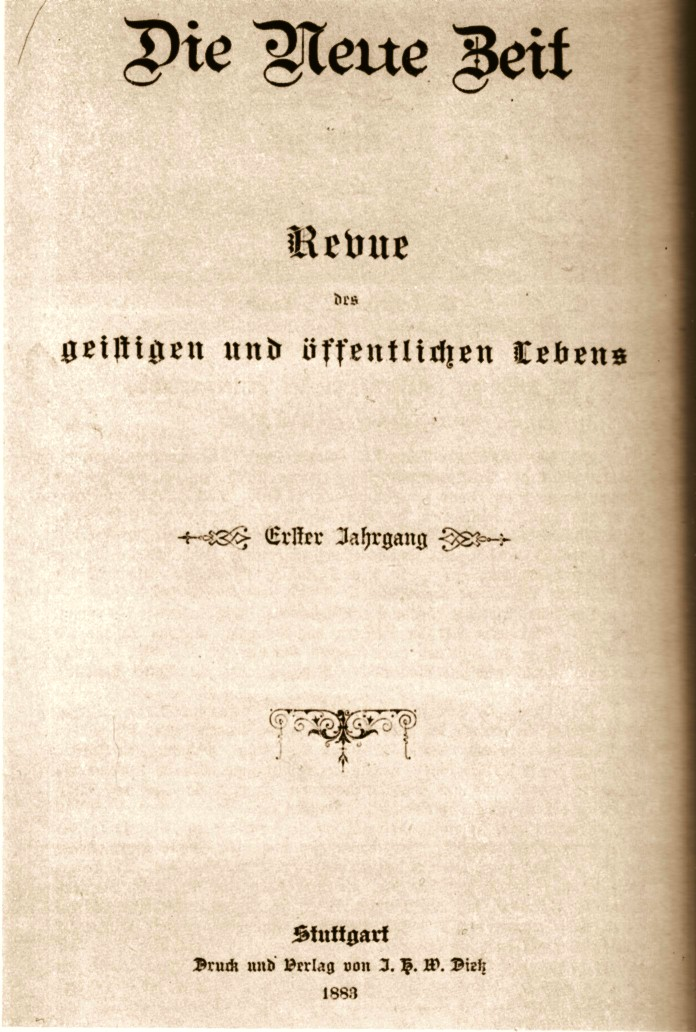
새 시대 (1883년 표지)

새 시대(독일어: Die Neue Zeit)는 1883년부터 1923년까지 독일어로 발행된 독일 사회민주당(SPD)의 사회주의 이론 저널이다. 독일, 슈투트가르트에 본사가 있었다.

## 연혁 및 개요
새 시대는 당대 선도적인 사회주의 정치인들과 이론가들에 의해 설립되었으며, 초판은 1883년 1월 1일에 발행되었다. 반 사회주의자 법 폐지 후 1890년 10월 1일부터 월간에서 주간 발행으로 바뀌었다. 1901년 독일 사회민주당의 소유가 되면서, 당의 공식 기관지가 되었다. 사회주의 월보(Sozialistische Monatshefte)와 경쟁하며, 사회민주당에서 가장 중요한 기관이 되었었지만, 1920년대 초인플레이션과 함께 쇠락 후 폐간하게 된다. 카를 카우츠키와 에마누엘 뷔름이 1917년 사회민주당 탈당 전까지 편집을 맡았고, 그 후 하인리히 쿠노우가 뒤를 이어 편집장이 되었다.
새 시대는 1924년 4월 1일부터 발행되기 시작한 Die Gesellschaft (political magazine)로 계승되었다.

## 주목할만한 기여자
- 에두아르트 베른슈타인
- 빌헬름 블로스
- 하인리히 쿠노우
- 프리드리히 엥겔스
- 폴 에른스트
- 콘라드 하이니쉬
- 루돌프 힐퍼딩
- 카를 카우츠키
- 카를 콘
- 구스타프 란다우어
- 폴 렌쉬
- 빌헬름 리프크네히트
- 로자 룩셈부르크
- 카를 마르크스
- 프란츠 메링
- 안톤 판네켁
- 알렉산더 파르부스
- 게오르기 플레하노프
- 크리스티안 라코프스키
- 프리드리히 슈라더
- 레온 트로츠키 (카우츠키를 통해서)
- 줄리 자덱